# Fideikommiss
Fideikommiss (från latinets fideicommissum, "anförtrott gods" av fides "tro", "tillit" och commissum "anförtrott", "överlämnat") är ett förordnande, vanligen i testamente, varigenom föreskrivs att viss egendom ska, utan att kunna avyttras, i viss angiven ordning (oftast efter förstfödslorätt med företräde för manlig avkomma) tillfalla den ene efter den andre inom en viss släkt eller grupp av personer. I allmänt språkbruk menas med fideikommiss vanligen den egendom – fastigheter eller lösöre – som förordnandet omfattar.
Numera tillåter de flesta länder inte skapande av fideikommiss, och i flera länder har de befintliga avskaffats, eller är på väg att avskaffas.[källa behövs] Huvudsyftet med en fideikommissbildning var att säkerställa att egendomen övergick till nästa generation utan att delas upp och därmed minskas.
Innehavaren av ett fideikommiss kallas fideikommissarie men personen äger strikt betraktat inte egendomen (även om personen står som lagfaren ägare till egendomen), men disponerar, förvaltar och har rätt till inkomster från egendomen.

## Frankrike
Fideikommissinstitutet avskaffades i Frankrike under franska revolutionen men återinfördes temporärt under Napoleons tid vid makten. Under hans tid inrättades fideikommisset Gallierasamlingen, idag knutet till huvudmannen för den svenska kungliga släkten Bernadotte.

## Sverige
Såsom ett förstadium till fideikommiss kan man betrakta de ärftliga hertigdömena till Gustav Vasas söner, Gustav II Adolfs donation till Uppsala universitet samt förläningar i form av grevskap och friherrskap. Ursprungligen hade fideikommissförordnanden en osäker ställning i svensk rätt, men genom 1686 års testamentsstadga lagfästes rätten att stifta fideikommiss.
| ”                                | Hwad Förordning och wilkor således lagligen och testamentz wis föresatte och giorde äro, böre så wäl af den, som först Testamentet bekommit, som desz efterkommande, uti hwad generation och led den woro, obroszligen och alt framgent till alla stycken efterlefwas; Och fördenskull, i kraft deraf, hwariom och enom är tillåteligit att giöra, till sin Families heder och conservation, och i andre tillfällen, en perpetuel Förordning, att Barn eller andre icke skola hafwa mackt något testamenterat gods, hus, fruktbart capital eller jouveler at dela, förminska eller föryttra, utan Man efter Man låta si nöja med en årlige deraf flytande nyttan. | „ |
| – 5 §, 1686 års testamentsstadga | |   |

Rätten att stifta fideikommiss var inte begränsad till adelsmän eller ens till män. Hustrurs rätt att stifta fideikommiss var dock villkorad av godkännande; om mannen vägrade kunde hustrun vända sig till domaren. David Nehrman kommenterade testamentsstadgans fideikommissregel på följande sätt.
| ”                                                              | Fideicommissa kunna uprättas af allom them, som förmå giöra Testamenten, och ther til kan så wäl lös, som fast ägendom anslås; allenast then är så beskaffad, at Fideicommittentens kunnat borttestamentera then samma. […] [Innehavaren] får ingen större rätt ther öfwer, än Fideicommittens honom lemnat, och i fall något beswär pålägges, bör han undergå thet, så framt han will hafwa nyttan, af then honom lämnade och anförtrodde ägendomen […]. | „ |
| – Inledning til Then Swenska Iurisprudentiam Civilem etc. 1729 | |   |

Testamentsstadgan ersattes av 1734 års ärvdabalk, som vars regel "Vil någor, man eller qvinna, giöra testamente; hafve våld giöra thet munteliga eller skrifteliga, med eller utan vilkor [...]" ansågs medföra rätt att stifta fideikommiss.
För de flesta svenska fideikommiss har fideikommissförordnandet skett genom ett testamente. Vissa fideikommiss har bildats till följd av gåvobrev. Enstaka fideikommiss har bildats genom en annan typ av rättshandling. I fideikommissförordnandet angav man vilken arvsordning som skulle gälla för egendomen ifråga.  Det vanligaste var att egendomen skulle ärvas odelad från far till äldste son enligt primogenitur. Dock förekom att man skrev in så kallad änkesätesrätt, vilket innebar att en änka efter ägaren skulle få sitta i orubbat bo under sin livstid. Först därefter skulle arvtagaren enligt fideikommissbrevet få träda till. En annan vanlig arvsordning var att äldste son, eller, om son inte fanns, äldsta dotter, tillträdde fideikommisset, t.ex. Råbelövs slott och Odersberga stiftades enligt testamente av Anna Katarina Ridderschantz till fideikommiss för hennes döttrar, och hennes dotter Sofia Christina von Böhnen (1727-1786) var i enlighet med detta fidekommissarie från 1763 till 1786. Det har också förekommit att fideikommiss där enbart kvinnor kunnat vara innehavare.
Det förekom att fideikommissurkunder bekräftades av Kungl. Maj:t, men detta var aldrig ett krav för att fideikommisset skulle uppstå. Fideikommissurkunden gällde före den legala arvsordningen (på samma sätt som ett testamente gäller före den legala arvsordningen).
Under inflytande av idéerna från franska revolutionen infördes i Sverige 1810 förbud mot instiftande av fideikommiss i fast egendom. Instiftande av fideikommiss i lös egendom kunde ske ända fram till 1930. Frågan om fideikommissens vara eller inte vara har sedan slutet av 1800-talet ofta debatterats. Efter många diskussioner i riksdagen och många utredningar beslutades den 27 november 1963 att de resterande fideikommissen skulle avvecklas då den sittande fideikommissarien gick ur tiden, se nedan om avvecklingslagen. Då fanns det cirka 200 bestående fideikommiss i landet. Sedan avvecklingslagen trädde i kraft har de flesta fideikommiss avvecklats. År 2006 fanns 24 fideikommiss med fast egendom. Tidigare var flera av de kvarvarande fideikommissen bland de största privata lantegendomarna i Sverige; i och med att avvecklingen fortsatt är det tveksamt om så är fallet numera.
Eftersom det aldrig har funnits någon registrering av fideikommiss är det oklart hur många fideikommiss som funnits. Ett fideikommiss är än idag ingen juridisk person. En pågående systematisk inventering av juridiska och geografiska verk inom ramen för forskningsprojektet Att konservera godsen vid släkten. Fideikommiss i Sverige under 400 år har hittills identifierat 260 olika jordfideikommiss i Sverige bestående av omkring 430 herrgårdar och stadsfastigheter.

### Avvecklingslagen
Avvecklingslagen trädde i kraft den 1 januari 1964. Huvudregeln i avvecklingslagen är att ett fideikommiss ska avvecklas när innehavaren avlider. Då upphör fideikommisset varvid den avlidnes efterträdare enligt fideikommissurkunden ärver hälften av egendomen medan återstoden fördelas enligt ärvdabalkens bestämmelser eller vad som föreskrivs i den avlidnes testamente.
Regeringen kan emellertid förordna att fideikommissurkundens bestämmelser ska fortsätta gälla om den finner att fideikommissegendomen har ett synnerligt kulturhistoriskt värde. Detta har skett sex gånger, bland annat fideikommissen Erstavik, Övedskloster och Fullerö. Erstavik är numera avvecklat, en generation senare än vad som skulle skett om giltighetstiden inte hade förlängts.

### Fideikommissaktiebolag
För att kunna hålla samman stora skogs- och jordbruksegendomar finns det enligt avvecklingslagen en möjlighet att, efter tillstånd från regeringen, tillskjuta fideikommissegendomen till ett aktiebolag. Det kan ske medan fideikommisset är bestående, och aktierna ska i så fall därefter förvaltas som fideikommissegendom. Det kan också ske under avveckling av fideikommisset. I sådant fall är aktierna inte fideikommissegendom.

### Inlösen
Staten kan undantagsvis enligt avvecklingslagen, om regeringen finner det erforderligt med hänsyn till betydande allmänt intresse och för att förebygga uppdelning av egendom, förordna om att egendomen avstås till staten mot ersättning. Staten har utnyttjat möjligheten till inlösen vid ett tillfälle. Det rörde sig då om ett med kulturhistoriskt värdefullt arkiv ingående i Ericsbergs Fideikommissbo. Ett annat fall som staten övervägde att inlösa men slutligen bestämde sig för att avstå gällde en av Sveriges förnämsta konstsamlingar som ingick i det skånska fideikommisset Wanås. Tavelsamlingen, omfattande 77 tavlor, innehöll kända mästare som Rembrandt, Rubens och van Dyck.

### Förlängning
Enligt 6 § avvecklingslagen kan regeringen förordna om att fideikommissurkundens bestämmelser ska tillämpas tills vidare eller till dess i beslutet angiven innehavare av fideikommisset avlider. Endast ett enda fideikommiss, Gallierasamlingen har blivit förlängt tills vidare.
Förutsättningen för att regeringen ska förordna om förlängning är att fideikommissegendomen har synnerligt kulturhistoriskt värde eller att det annars finns särskilda skäl. Enligt förarbetena ska undantagsregeln utnyttjas synnerligen sparsamt. Bestämmelsen i 6 § avvecklingslagen innebär att fideikommissets avveckling får anstå till dess förhållandena är sådana att en avveckling kan genomföras. Det stränga kravet för förlängning medförde att regeringen 2022 avslog en begäran från Fullerö fideikommiss om förlängningsamt att en begäran 2023 från Björnstorp och Svenstorp om förlängning återkallades.

### Bestående fideikommiss
Numera kvarstår ett tiotal fideikommiss i Sverige. Av dessa har sju fideikommiss fast egendom. Till dessa hör:

#### Närke
- Boo

#### Skåne
- Björnstorps slott
- Svenstorp
- Övedskloster

#### Västmanland
- Fullerö

### Avvecklade fideikommiss
- Bogesund
- Bratteborg utanför Vaggeryd
- Bysta
- Borkhult utanför Åtvidaberg
- Engaholm utanför Alvesta i Småland var fideikommiss i familjen Koskull och avvecklades 1975.
- Ericsberg
- Erstavik
- Fiholm
- Frösvik
- Gåsevadholms slott
- Högestads gods i Skåne mellan Ystad och Tomelilla som omvandlades med fideikommissaktiebolag  på 1990-talet och avvecklades efter Carl Pipers död 2023
- Kobergs slott söder om Trollhättan var fideikommiss i familjen Silfverschiöld och avvecklades efter den 11 april 2017
- Krapperup nära Mölle i Skåne. År 1967 överlät den siste fideikommissarien Gustaf Gyllenstierna godset till den Gyllenstiernska Krapperupsstiftelsen, vid sin död 1976 hade han testamenterat stora delar av förmögenheten till anställda, f d anställda och deras barn.
- Näsbyholms slott
- Revelsta
- Sjöö
- Skokloster
- Sturefors
- Sundbyvik
- Säby, som varit i Wrangelska ättens ägo sedan år 1712 upphörde som fideikommiss vid friherre Carl Helmuth Wrangels död år 1977. Egendomen såldes 1979 till Ludvig af Ugglas.
- Tibble
- Trolle Ljungby, som avvecklas efter Hans-Gabriel Trolle-Wachtmeisters död 2023
- Västanå utanför Gränna
- Österby

## Finland
I Finland förbjöds inrättandet av fideikommiss 1919, medan de bestående fideikommissen avvecklades genom lag 1931.

## Fideikommiss i den romerska rätten
Fideikommiss betyder i romerska rätten en bestämmelse när någon efterlämnar arv, i annan form än den för legat föreskrivna formen; nämligen att den insatte arvingen ska lämna ett visst, särskilt objekt ur arvsmassan (singularfideikommiss), en jämn del därav eller hela arvsmassan (universalfideikommiss) åt en annan efter en viss tid eller vid inträffandet av vissa omständigheter.
Arvingen, som skall avträda arvet, kallas fiduciarius, mottagaren fideicommissarius. För att uppmuntra fiduciarien att uppfylla utlämningsplikten, vartill han från början inte kunde tvingas till genom lagliga medel, tillerkändes honom i en senare tid (genom senatusconsultum Pegasianum 75 e. Kr.) gentemot fideikommissarien samma rätt som gentemot legatarien, nämligen att vid utlämnandet åt sig själv behålla en fjärdedel ("quarta falcidia v. trebelliana").